# Przemysław Słowikowski
Przemysław Słowikowski (ur. 20 listopada 1993) – polski lekkoatleta, sprinter. Od 2022 roku zawodnik Miejskiego Klubu Lekkoatletycznego Szczecin, trenowany przez Krzysztofa Kotułę. W latach 2019–2021 reprezentował barwy KS AZS AWF Katowice. Wcześniej trenowany przez Rafała Hasa, reprezentował barwy Wojskowego Klubu Sportowego Flota Gdynia.
Wielokrotny medalista mistrzostw Polski, specjalizujący się w dystansie 100m.
Młodzieżowy wicemistrz Europy w sztafecie 4 × 100 metrów (2013).
Uczestnik IAAF World Relays (2017).

## Osiągnięcia
| Rok  | Impreza                                 | Miejsce    | Konkurencja             | Lokata     | Wynik   |
| ---- | --------------------------------------- | ---------- | ----------------------- | ---------- | ------- |
| 2012 | Mistrzostwa świata juniorów             | Barcelona  | sztafeta 4 × 100 m      | 4. miejsce | 39,47   |
| 2013 | Młodzieżowe mistrzostwa Europy          | Tampere    | sztafeta 4 × 100 m      | 2. miejsce | 38,81   |
| 2015 | Superliga drużynowych mistrzostw Europy | Czeboksary | bieg na 100 m           | 8. miejsce | 10,75   |
| 2015 | Superliga drużynowych mistrzostw Europy | Czeboksary | sztafeta 4 × 100 m      | 8. miejsce | 39,30   |
| 2016 | Mistrzostwa Europy                      | Amsterdam  | bieg na 100 m           | półfinał   | 10,27   |
| 2016 | Mistrzostwa Europy                      | Amsterdam  | sztafeta 4 × 100 m      | 6. miejsce | 38,69   |
| 2017 | IAAF World Relays                       | Nassau     | sztafeta 4 × 100 m      | eliminacje | 39,84   |
| 2017 | IAAF World Relays                       | Nassau     | sztafeta 4 × 200 m      | eliminacje | 1:24,78 |
| 2017 | Superliga drużynowych mistrzostw Europy | Lille      | sztafeta 4 × 100 m      | 7. miejsce | 39,21   |
| 2018 | Mistrzostwa Europy                      | Berlin     | bieg na 100 m           | eliminacje | 10,54   |
| 2018 | Mistrzostwa Europy                      | Berlin     | sztafeta 4 × 100 m      | eliminacje | DQ      |
| 2021 | World Athletics Relays                  | Chorzów    | sztafeta 4 × 100 m      | eliminacje | 39,34   |
| 2022 | Halowe mistrzostwa świata               | Belgrad    | bieg na 60 m            | eliminacje | DSQ     |
| 2022 | Mistrzostwa Europy                      | Monachium  | bieg na 100 m           | półfinał   | 10,24   |
| 2022 | Mistrzostwa Europy                      | Monachium  | sztafeta 4 × 100 metrów | 3. miejsce | 38,15   |

Złoty (2015), brązowy (2016, 2018), srebrny (2019, 2020, 2021) medalista mistrzostw Polski w biegu na 100 metrów.
Brązowy medalista halowych mistrzostw kraju w biegu na 200 metrów (2014).
Medalista mistrzostw Polski juniorów i młodzieżowców.

## Rekordy życiowe
- Bieg na 60 metrów – 6,61 s. (22 lutego 2022, Toruń) 9. miejsce w polskich tabelach historycznych[3]
- Bieg na 100 metrów – 10,19 s. (26 lipca 2020, Jelenia Góra) – 5. wynik w historii polskiego sprintu[4]
- Bieg na 150 metrów – 15,67 s. (21 czerwca 2020, Kraków)[5]
- Bieg na 200 metrów – 20,27 s. (24 sierpnia 2022, Szczecin) – 4. wynik w historii polskiego sprintu[6]